# قدري أبو بكر
قدري عمر محمد أبو بكر (أبو فادي؛ 10 يناير 1953 – 1 يوليو 2023) سياسي فلسطيني، شغل منصب رئيس هيئة شؤون الأسرى والمحررين الفلسطينية بين عامي 2018 و 2023.

## النشأة والتحصيل العلمي
وُلد قدري أبو بكر في بلدة بديا غرب محافظة سلفيت في 10 يناير 1953، تلقى تعليمه الابتدائي والإعدادي في بديا وحصل على شهادة الدراسة الثانوية العامة خلال وجوده في سجون الاحتلال الإسرائيلي عام 1974. حصل على درجة البكالوريوس في العلوم السياسية من جامعة بيروت العربية عام 1991.

## الحياة العملية
في عام 1968 أصبح أبو بكر عضوًا في حركة فتح، ثم تلقى تدريبات عسكرية في معسكراتها في الأردن، ومعسكرات جيش التحرير الفلسطيني في العراق. تعرض أبو بكر للاعتقال أثناء مشاركته بمهمة لنقل السلاح إلى الضفة الغربية قرب قرية يتما جنوب محافظة نابلس وحُكم عليه بالسجن 20 عامًا أمضى منها 17 عامًا ونُفي إلى العراق.
عام 1986، عُيِّن مديرًا لمكتب خليل الوزير لعدة سنوات. وفي عام 1996، عاد إلى الضفة الغربية.
عام 2009، عُين عضوًا في اللجنة الإدارية للهيئة الوطنية للمتقاعدين العسكريين، وتسلم مسؤولية الملف الإسرائيلي والأرشيف بعد مشاركته في المؤتمر العام السادس لحركة فتح واستمر حتى المؤتمر السابع عام 2016، ليتم اختياره عضوًا بالمجلس الثوري لحركة فتح.
في عام 2018 عُيِّن رئيسًا لهيئة شؤون الأسرى والمحررين ضمن منظمة التحرير الفلسطينية، وفي 2019 تم منحه رتبة وزير، ومُنح عضوية المجلس الوطني الفلسطيني.

## مؤلفات
أصدر أبو بكر أثناء وجوده في السجن كتابين بالاشتراك مع آخرين هما: كتاب «المعتقلون الفلسطينيون من القمع إلى السلطة الثورية»، وكتاب «الإدارة والتنظيم للحركة الوطنية الفلسطينية الأسيرة».
كما أصدر «هذه هويتي»، عام 1979؛ و«أساليب التحقيق لدى المخابرات الإسرائيلية»، عام 1980؛ و«كيف تواجه المحقق؟» عام 1980؛ و«من القمع إلى السلطة الثورية»، عام 1992.

## وفاته
أُعلن عن وفاته جراء تعرضه لحادث مروري مساء يوم السبت الموافق 1 يوليو 2023 أثناء عودته من مقر الرئاسة الفلسطينية في البيرة إلى مسقط رأسه في بديا على الطريق العام قُرب مدخل قرية مردة شمال محافظة سلفيت.
شُيع في جنازة من مقر الرئاسة الفلسطينية في البيرة إلى مقبرة مسقط رأسه بديا في 2 يوليو 2023 ودُفن فيها.

## تكريمه
أعلنت وزيرة الصحة مي الكيلة في 19 يوليو 2023 خلال افتتاحها الرسمي لمركز بديا للطوارئ والولادة الآمنة عن إطلاق اسم قدري أبو بكر عليه تخليدًا له.